# Пуэрто-Морелос
Пуэ́рто-Море́лос (исп. Puerto Morelos) — портовый город в Мексике, в штате Кинтана-Роо, входит в состав одноимённого муниципалитета и является его административным центром. Численность населения, по данным переписи 2020 года, составила 19 205 человек.

## Общие сведения
Название Puerto Morelos, с испанского языка — порт Морелос, дано в честь национального героя Хосе Мария Морелоса.
Поселение было основано в 1898 году компанией из Леона-Викарио для отправки пароходом добываемых кампешевого дерева, сока саподиллы, ванили, табака, кедра и пробкового дерева.
Через Пуэрто-Морелос прошло несколько ураганов, нанёсших определённый урон: в сентябре 1967 года — ураган Беула, в сентябре 1988 года — ураган Гилберт, в октябре 2005 года — ураган Вильма.
В 1975 году Пуэрто-Морелос повышен до статуса посёлка.
В 2007 году началось планирование создания нового муниципалитета с центром в Пуэрто-Морелосе. Он был административно объединён с посёлком Хоакин-Сетина-Гарса, расположенного в 2,5 км к западу на трассе 307, и получил статус города.
6 ноября 2015 года Конгресс штата утвердил создание нового муниципалитета, которое вступило в силу 6 января 2016 года, а Пуэрто-Морелос стал его административным центром.

## Население
| Год  | Численность | Численность |
| ---- | ----------- | ----------- |
| 2000 | 892         | [ 5 ]       |
| 2005 | 1097        | [ 6 ]       |
| 2010 | 9188        | [ 7 ]       |
| 2020 | 19 205      | [ 8 ]       |

## Города-побратимы
- Колумбия, Медельин[9]

## Фотографии
- Центральный парк
- Церковь Сан-Хосе
- Пляж
- Старый и новый маяки